# Funivia Zambana Vecchia-Fai della Paganella
La funivia Zambana Vecchia-Fai della Paganella è stata una funivia aerea che collegava Zambana Vecchia a Fai della Paganella in Trentino.

## Storia

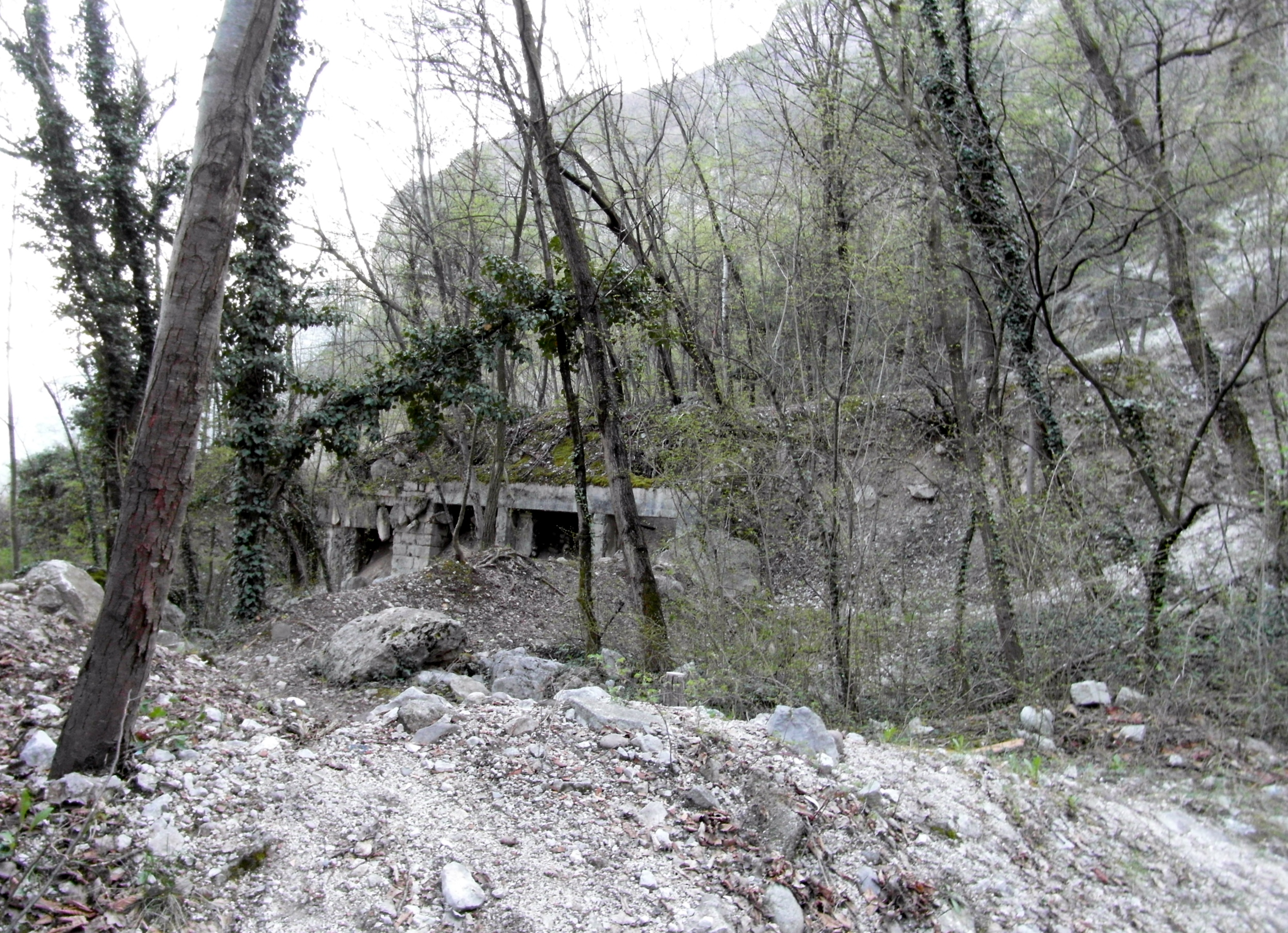
Alcuni resti attorno alla vecchia stazione a valle della funivia

Fu costruita tra il 1923 e il 1925 dalle officine meccaniche di Bressanone, sul progetto dell'ingegnere Wisniska.
Fu inaugurata nell'ottobre 1925 alla presenza del generale Umberto Nobile.
Fu solamente nel 1929 che la seconda tratta che raggiungeva la località "Dosso Larici", a quota 1900 m fu completata. Questa seconda tratta era suddivisa in due tronconi da una stazione intermedia presso "Rocca" a 1450 m.
Il 7 settembre 1955 un'enorme massa di sassi e detriti si stacca dal fianco della Paganella. Il 25 novembre un diedro pericolante si muove fino a raggiungere le vallette dei torrenti Maor e Secco a monte di Zambana Vecchia. Un secondo diedro rimane in bilico. Due giorni dopo, visto lo stato di pericolo, l'allora presidente della provincia Remo Albertini ordina lo sgombero del paese.
Tra il 24 e il 25 marzo 1956 una seconda frana sfonda la diga che era stata innalzata lungo il torrente Maor e raggiunge il centro abitato del paese. Fino a che il 16 aprile, dopo una lunga giornata di pioggia torrenziale, un'altra enorme frana scivola lungo la val Manara sommergendo le ultime abitazioni ancora non oggetto delle precedenti frane. A seguito di quest'ultima frana, il 19 aprile il paese di Zambana Vecchia viene dichiarato inabitabile e con il decreto del 10 luglio 1957, il presidente Giovanni Gronchi avvia la ricostruzione di Zambana nella piana degli Aicheri sulla sponda sinistra del fiume Adige, creando il paese di Zambana Nuova.  Nella ottobre 1993 viene revocata l'abitabilità a Zambana Vecchia. Di conseguenza la funivia venne lasciata in disuso. La volontà e la vocazione turistica dei trentini permisero però di realizzare pochi anni dopo la cosiddetta "Direttissima della Paganella". Nel 1957 fu quindi messo in funzione un impianto che collegava Lavis direttamente con la Paganella.
Tra il 1996 e il 1997 vengono effettuati imponenti lavori di consolidamento delle pareti franose.
Nel 2012 il partito della Lega Nord è tornato a parlare di una riapertura della linea funiviaria.

## Caratteristiche

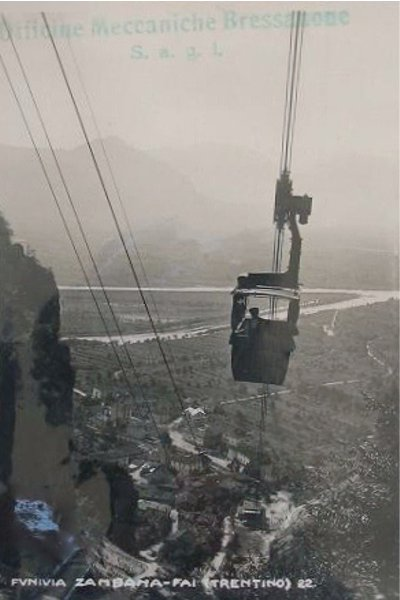
Una vettura lungo la tratta della funivia

La funivia passava lungo la val Manara, raggiungeva il paese di Fai, nello specifico presso il Passo Santel. Era dotata di due vetture campienti di 14 persone, aveva una portata massima di 56 persone all'ora, un peso di 800 kg e un peso a pieno carico di 1850 kg. L'impianto era costituito da:
- due funi portanti, ancorate alla stazione a monte e contrappesate a quella di valle;
- due funi traenti;
- due funi zavorra.

Su una delle due funi traenti era montata una puleggia comandata da un giunto a frizione. Questa aveva la funzione di fune di sicurezza, mantenendo costante la tensione della fune. In caso di incidenti, la frenatura avveniva sulla fune portante. Sopra a tutte queste, vi era una fune su cui passava un cavo telefonico per le comunicazioni tra le vetture e le stazioni di monte e valle.
La funivia aveva una velocità di esercizio pari a 2,50 m/s, in 12 minuti era quindi in grado di percorrere la distanza di 760 metri tra le stazioni.

## Stazioni

### Stazione a valle
La stazione a valle custodiva gli apparecchi di tensione, la sala d'aspetto, un ufficio e una zona dove venivano dislocate le vetture ad impianto spento.
Solamente questa stazione fu coinvolta nella frana, che colpì e distrusse il centro di Zambana nel 1955. Ad oggi di essa rimangono solo i ruderi.

### Stazione a monte
La stazione di monte disponeva di un'altra zona per il parcheggio delle vetture, la sala macchine (con un motore principale da 50 CV e uno di riserva da 15 CV) e i locali per l'ancoraggio delle funi.
Davanti a questa stazione si trovava il posto di manovra dotato di tutte le dotazioni necessarie per la sorveglianza dell'impianto, come i comandi del freno a mano, a contrappeso e quello elettromagnetico, quelli del motore principale, e alcuni indicatori come il tachimetro e quello della posizione delle vetture.
Questa stazione era posizionata di fronte all'albergo Miravalle.

## Piloni

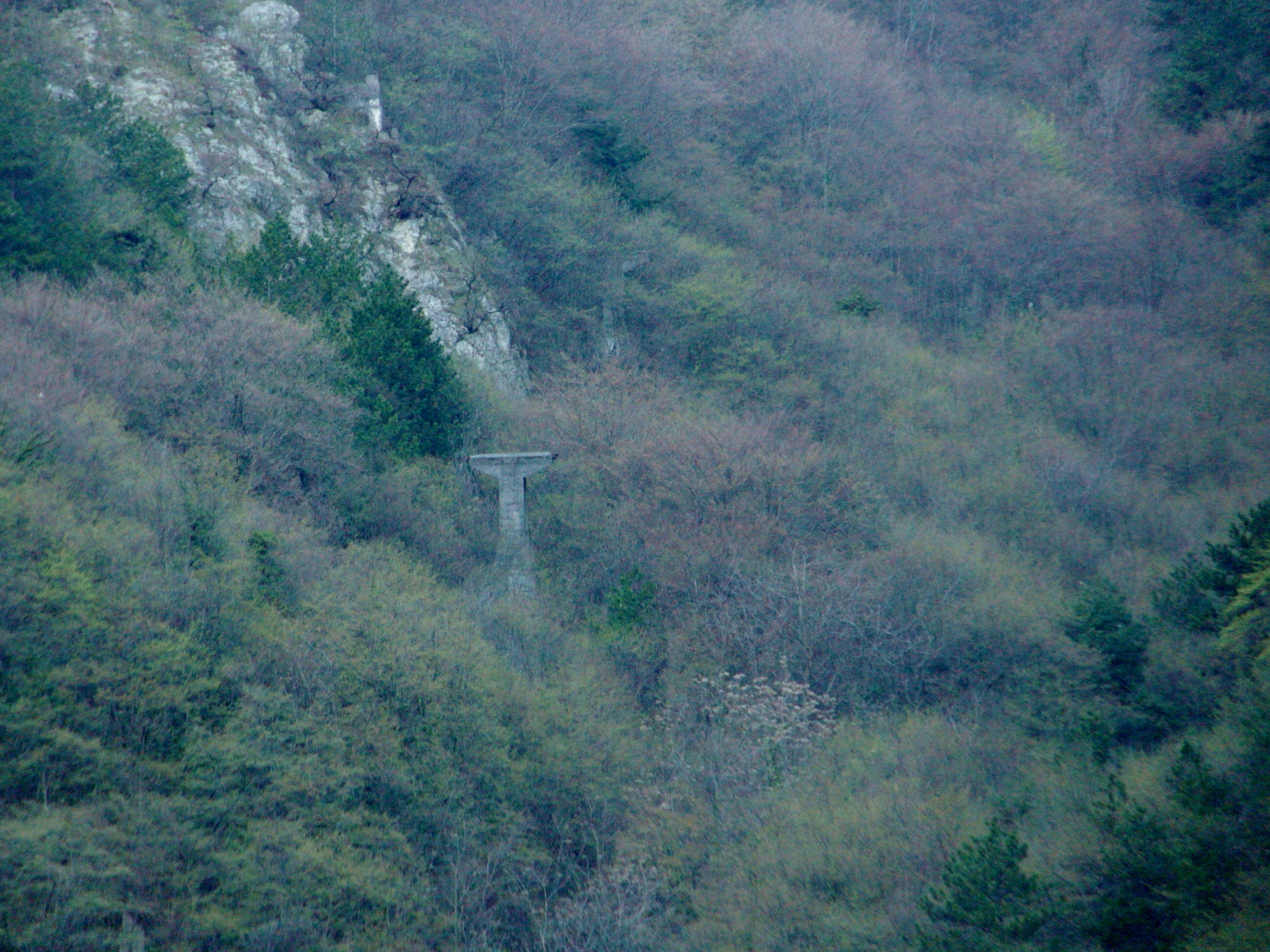
Uno dei piloni della vecchia funivia

Il percorso della funivia passava per 12 piloni in cemento armato con una struttura ad "H", tutti dotati di una scala esterna posta nella parte interna dell' "H". La distanza massima tra di loro raggiungeva i 451 metri. Sul dodicesimo era montato un anemometro: se il vento superava una velocità di 12 m/s, questo strumento mandava un segnale al macchinista.
A parte il primo, gli altri piloni non avevano una grande altezza. Tutti e 12 i piloni sono ad oggi (2012) presenti, nonostante la dismissione della funivia negli anni '60 a causa della frana.